# 20 février aux Jeux olympiques d'hiver de 2022
Pour un article plus général, voir Jeux olympiques d'hiver de 2022.
Le dimanche 20 février aux Jeux olympiques d'hiver de 2022 est le dix-neuvième et dernier jour de compétition.

## Programme
| Heure UTC+8 (Pékin)                           |               |
| bleu                                          | Cérémonie     |
| neutre                                        | Épreuve       |
| or                                            | Finale        |
| orange                                        | Petite finale |
| rose                                          | Reporté       |
| gris                                          | Annulé        |
| Compétition masculine                         | Hommes        |
| Compétition féminine                          | Femmes        |
| Compétition mixte (hommes et femmes mélangés) | Mixte         |
| Compétition en couple (1 homme et 1 femme)    | Couple        |
| modifier                                      |               |

| Horaire | Discipline Spécialité | Discipline Spécialité                    | Discipline Spécialité                         | Phase     | Résultats                                          | Références |
| ------- | --------------------- | ---------------------------------------- | --------------------------------------------- | --------- | -------------------------------------------------- | ---------- |
| 09 h 00 |                       | Ski alpin Compétition par équipes        | Compétition mixte (hommes et femmes ensemble) | Finale    | Autriche · Allemagne · Norvège                     | -          |
| 09 h 05 |                       | Curling Tournoi féminin                  | Compétition femmes                            | Finale    | 3 - 10                                             | -          |
| 09 h 30 |                       | Bobsleigh Bob à quatre hommes            | Compétition hommes                            | Manche 3  | -                                                  | -          |
| 11 h 20 |                       | Bobsleigh Bob à quatre hommes (manche 4) | Compétition hommes                            | Finale    | Allemagne · Allemagne · Canada                     | -          |
| 12 h 10 |                       | Hockey sur glace Tournoi masculin        | Compétition hommes                            | Finale    | 2 - 1                                              | -          |
| 14 h 30 |                       | Ski de fond Départ groupé (30 km)        | Compétition femmes                            | Finale    | Therese Johaug · Jessica Diggins · Kerttu Niskanen | -          |
| 20 h 00 |                       | Cérémonie de clôture                     | -                                             | Cérémonie | -                                                  | -          |

## Tableau des médailles provisoire
- Pays organisateur (Chine)

| Rang  | Nation          | Or | Argent | Bronze | Total |
| ----- | --------------- | -- | ------ | ------ | ----- |
| 01    | Allemagne       | 1  | 2      | 0      | 3     |
| 02    | Norvège         | 1  | 0      | 1      | 2     |
| 02    | Finlande        | 1  | 0      | 1      | 2     |
| 04    | Autriche        | 1  | 0      | 0      | 1     |
| 04    | Grande-Bretagne | 1  | 0      | 0      | 1     |
| 06    | Japon           | 0  | 1      | 0      | 1     |
| 06    | ROC             | 0  | 1      | 0      | 1     |
| 06    | États-Unis      | 0  | 1      | 0      | 1     |
| 09    | Canada          | 0  | 0      | 1      | 1     |
| Total | Total           | 5  | 5      | 3      | 13    |

| Rang  | Nation           | Or  | Argent | Bronze | Total |
| ----- | ---------------- | --- | ------ | ------ | ----- |
| 01    | Norvège          | 16  | 8      | 13     | 37    |
| 02    | Allemagne        | 12  | 10     | 4      | 26    |
| 03    | Chine            | 9   | 4      | 2      | 15    |
| 04    | États-Unis       | 8   | 10     | 7      | 25    |
| 05    | Suède            | 8   | 5      | 5      | 18    |
| 06    | Pays-Bas         | 8   | 5      | 4      | 17    |
| 07    | Autriche         | 7   | 7      | 4      | 18    |
| 08    | Suisse           | 7   | 2      | 6      | 15    |
| 09    | ROC              | 6   | 12     | 14     | 32    |
| 10    | France           | 5   | 7      | 2      | 14    |
| 11    | Canada           | 4   | 8      | 14     | 26    |
| 12    | Japon            | 3   | 6      | 9      | 18    |
| 13    | Italie           | 2   | 7      | 8      | 17    |
| 14    | Corée du Sud     | 2   | 5      | 2      | 9     |
| 15    | Slovénie         | 2   | 3      | 2      | 7     |
| 16    | Finlande         | 2   | 2      | 4      | 8     |
| 17    | Nouvelle-Zélande | 2   | 1      | 0      | 3     |
| 18    | Australie        | 1   | 2      | 1      | 4     |
| 19    | Grande-Bretagne  | 1   | 1      | 0      | 2     |
| 20    | Hongrie          | 1   | 0      | 2      | 3     |
| 21    | Belgique         | 1   | 0      | 1      | 2     |
| 21    | Tchéquie         | 1   | 0      | 1      | 2     |
| 21    | Slovaquie        | 1   | 0      | 1      | 2     |
| 24    | Biélorussie      | 0   | 2      | 0      | 2     |
| 25    | Espagne          | 0   | 1      | 0      | 1     |
| 25    | Ukraine          | 0   | 1      | 0      | 1     |
| 27    | Estonie          | 0   | 0      | 1      | 1     |
| 27    | Lettonie         | 0   | 0      | 1      | 1     |
| 27    | Pologne          | 0   | 0      | 1      | 1     |
| Total | Total            | 109 | 109    | 109    | 327   |